# Маунт-Оберн (Айова)
Маунт-Оберн (англ. Mount Auburn) — місто (англ. city) в США, в окрузі Бентон штату Айова. Населення — 162 особи (2020).

## Географія
Маунт-Оберн розташований за координатами 42°15′27″ пн. ш. 92°5′40″ зх. д. / 42.25750° пн. ш. 92.09444° зх. д. (42.257434, -92.094317).  За даними Бюро перепису населення США в 2010 році місто мало площу 0,73 км², уся площа — суходіл.

## Демографія
Згідно з переписом 2010 року, у місті мешкало 150 осіб у 64 домогосподарствах у складі 44 родин. Густота населення становила 207 осіб/км².  Було 68 помешкань (94/км²).
Расовий склад населення:
| - 98,0 % — білих - 1,3 % — корінних американців |

До двох чи більше рас належало 0,7 %. Частка іспаномовних становила 0,7 % від усіх жителів.
За віковим діапазоном населення розподілялося таким чином: 24,0 % — особи молодші 18 років, 60,0 % — особи у віці 18—64 років, 16,0 % — особи у віці 65 років та старші. Медіана віку мешканця становила 35,0 року. На 100 осіб жіночої статі у місті припадало 117,4 чоловіків;  на 100 жінок у віці від 18 років та старших — 111,1 чоловіків також старших 18 років.
Середній дохід на одне домашнє господарство  становив 47 224 долари США (медіана — 45 417), а середній дохід на одну сім'ю — 59 538 доларів (медіана — 57 500). За межею бідності перебувало 6,0 % осіб, у тому числі 0,0 % дітей у віці до 18 років та 16,7 % осіб у віці 65 років та старших.
Цивільне працевлаштоване населення становило 47 осіб. Основні галузі зайнятості: науковці, спеціалісти, менеджери — 17,0 %, виробництво — 14,9 %, освіта, охорона здоров'я та соціальна допомога — 12,8 %, будівництво — 12,8 %.